# Sister Ray
Sister Ray (рус. Сестра Рэй) — песня арт-рок-группы The Velvet Underground, вошедшая на их альбом White Light/White Heat в качестве заключительной. В студийном варианте она продолжается семнадцать с лишним минут (причем значительную часть этого времени занимает хаотичная нойз-роковая импровизация), в то время как длительность некоторых концертных её записей достигает получаса и больше (известно, что группа имела обыкновение завершать публичные выступления исполнением «Sister Ray», при этом «импровизационная» секция могла сильно растягиваться во времени). Альбомная версия композиции была записана за один раз; по словам Лу Рида, саунд-инженер отказался даже присутствовать при записи: «Я не буду слушать это. Я включаю запись и ухожу. Как закончите, позовите меня». Впоследствии композиция прославилась как одна из самых радикальных и «неслушабельных» песен коллектива; бо́льшую её часть занимает шумный, атональный нойз-роковый джем, в стихах затрагивались «табуированные» темы употребления наркотиков, секса, насилия, гомосексуальности и трансвестизма. Лу Рид говорил: «Эта песня задумывалась как шутка… ну, не то что бы шутка… там восемь человек персонажей, и этого парня убивают, и никому нет дела… Я думаю, „Сестрица Рэй“ — это наркоторговец-трансвестит. Вся эта история — о том, как кучка драг-квинс притаскивают к себе домой каких-то моряков, упарываются героином и устраивают оргию, пока не приходит полиция». All Music Guide назвал «Sister Ray» «самым экстремальным моментом в дискографии The Velvet Underground» и «восхитительной какофонией».

## Участники записи
- Лу Рид — вокал, гитара
- Джон Кейл — электроорган
- Стерлинг Моррисон — гитара
- Морин Такер — ударные

## Кавер-версии
- Кавер-версии этой песни записывали Joy Division, New Order и The Sisters of Mercy. Версия Joy Division вошла на сборник Still, концертный кавер New Order был включен на их «BBC Radio 1 Live in Concert».
- Песня Джонатана Ричмана из The Modern Lovers «The Velvet Underground» включает в себя фрагмент «Sister Ray». Кроме того, песня The Modern Lovers «Roadrunner» в значительной степени является переработкой «Sister Ray». При этом следует отметить, что продюсером первого (и единственного) альбома группы был Джон Кейл.
- Пауэр-поп/панк-группа Buzzcocks была собрана Говардом Девото по объявлению, в котором он приглашал музыкантов для совместного исполнения «Sister Ray». Возможно, это была шутка, в которой обыгрывалась «неслушабельность» песни, отпугивающая среднего слушателя.